# Lychnacris konstantinovi
Lychnacris konstantinovi is een keversoort uit de familie glimwormen (Lampyridae). De wetenschappelijke naam van de soort is voor het eerst geldig gepubliceerd in 2006 door Kazantsev.